# Ngày Martin Luther King Jr.

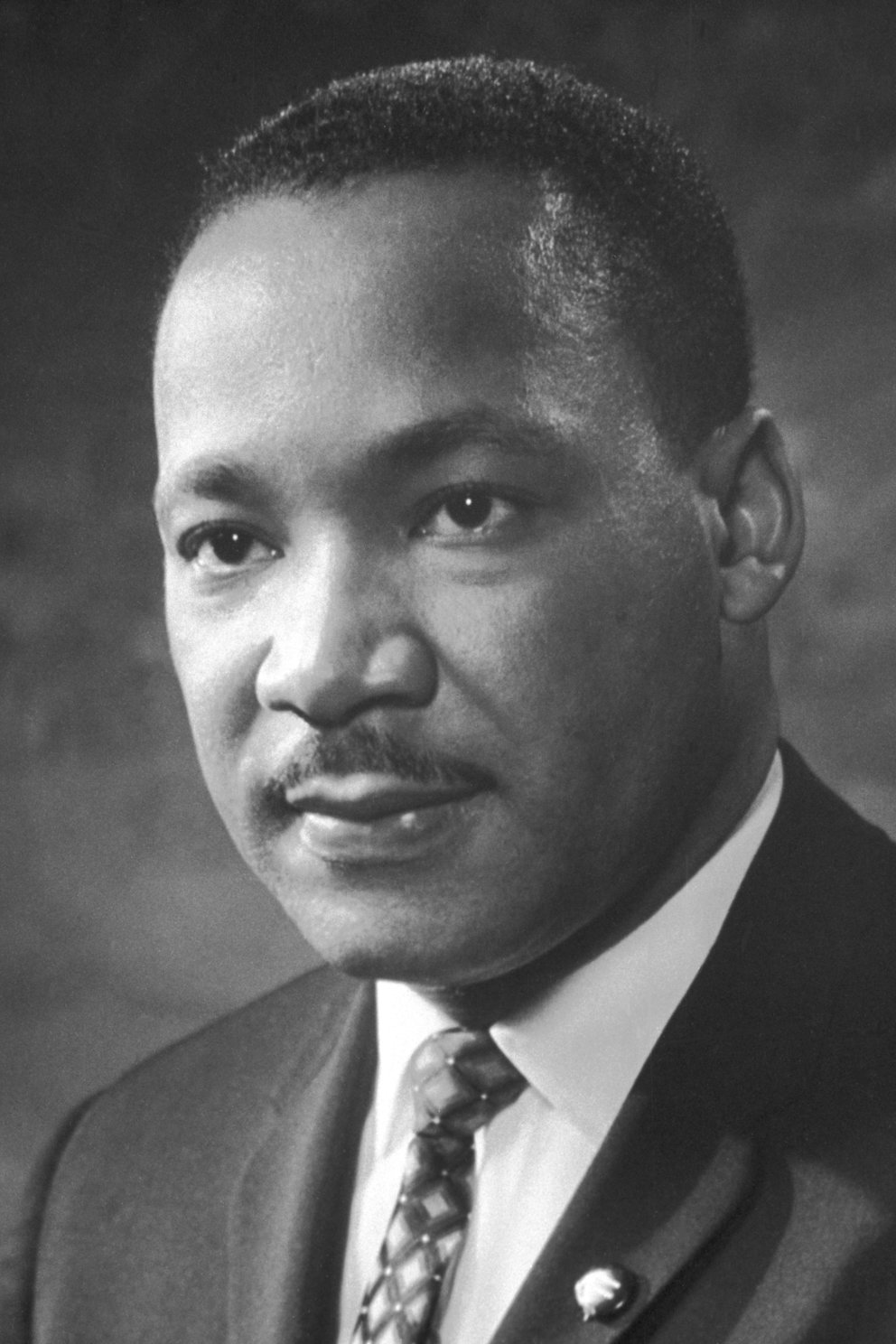
Martin Luther King, Jr.

Ngày Martin Luther King Jr. (tiếng Anh: Martin Luther King Jr. Day), tên chính thức là Sinh nhật Martin Luther King, Jr. (tiếng Anh: Birthday of Martin Luther King, Jr.), đôi khi còn được gọi là Ngày MLK (MLK Day) là một ngày lễ liên bang tại Hoa Kỳ, được tổ chức nhằm tưởng niệm sinh nhật của Mục sư Martin Luther King Jr. Nó diễn ra vào ngày thứ Hai thứ ba hằng năm.  Tuy nhiên trên thực tế, sinh nhật của Mục sư King là là ngày 15 tháng 1 năm 1929. Ngày lễ này tương tự những ngày lễ khác được định theo Đạo luật Ngày lễ thứ Hai Đồng hạng. Ngày sớm nhất cho ngày lễ này là ngày 15 tháng 1 và trễ nhất là ngày 21 tháng 1.
King là phát ngôn viên chính cho các hoạt động bất bạo động trong Phong trào dân quyền nhằm phản đối phân biệt chủng tộc trong những bộ luật cấp tiểu bang và liên bang.  Không lâu sau khi ông bị ám sát năm 1968 đã có một cuộc vận động nhằm thành lập một ngày lễ để tôn vinh ông. Tổng thống Ronald Reagan đã ký một đạo luật để khai sinh ngày lễ này vào năm 1983, và lễ được bắt đầu tưởng niệm ba năm sau đó. Ban đầu, một số tiểu bang vẫn kháng cự ngày lễ, dùng một số tên gọi thay thế hoặc gộp nó lại với một số ngày lễ khác. Mãi đến năm 2000 nó mới được chính thức cử hành tại tất cả 50 tiểu bang.

## Lịch sử

### Các đề xuất

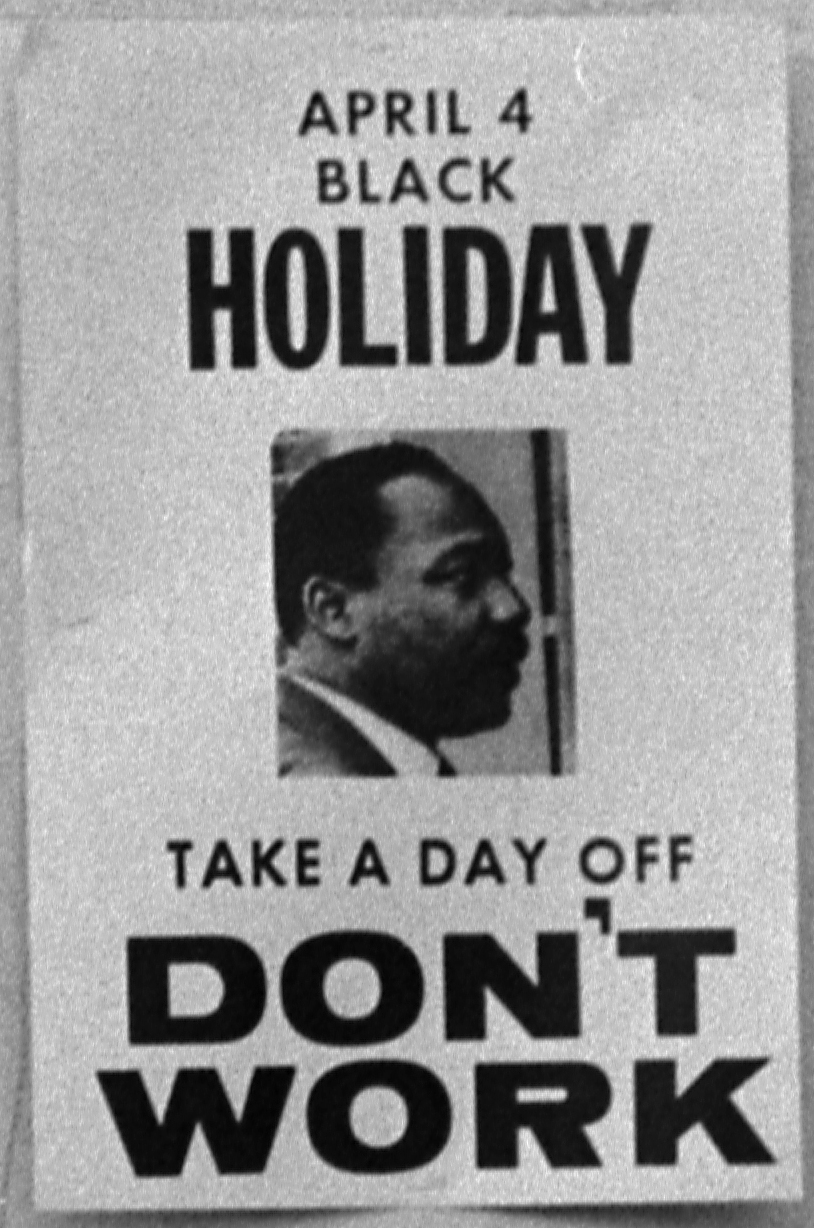
Biểu ngữ năm 1969 đề xướng một ngày lễ nhân dịp kỷ niệm 1 năm sau cái chết của King

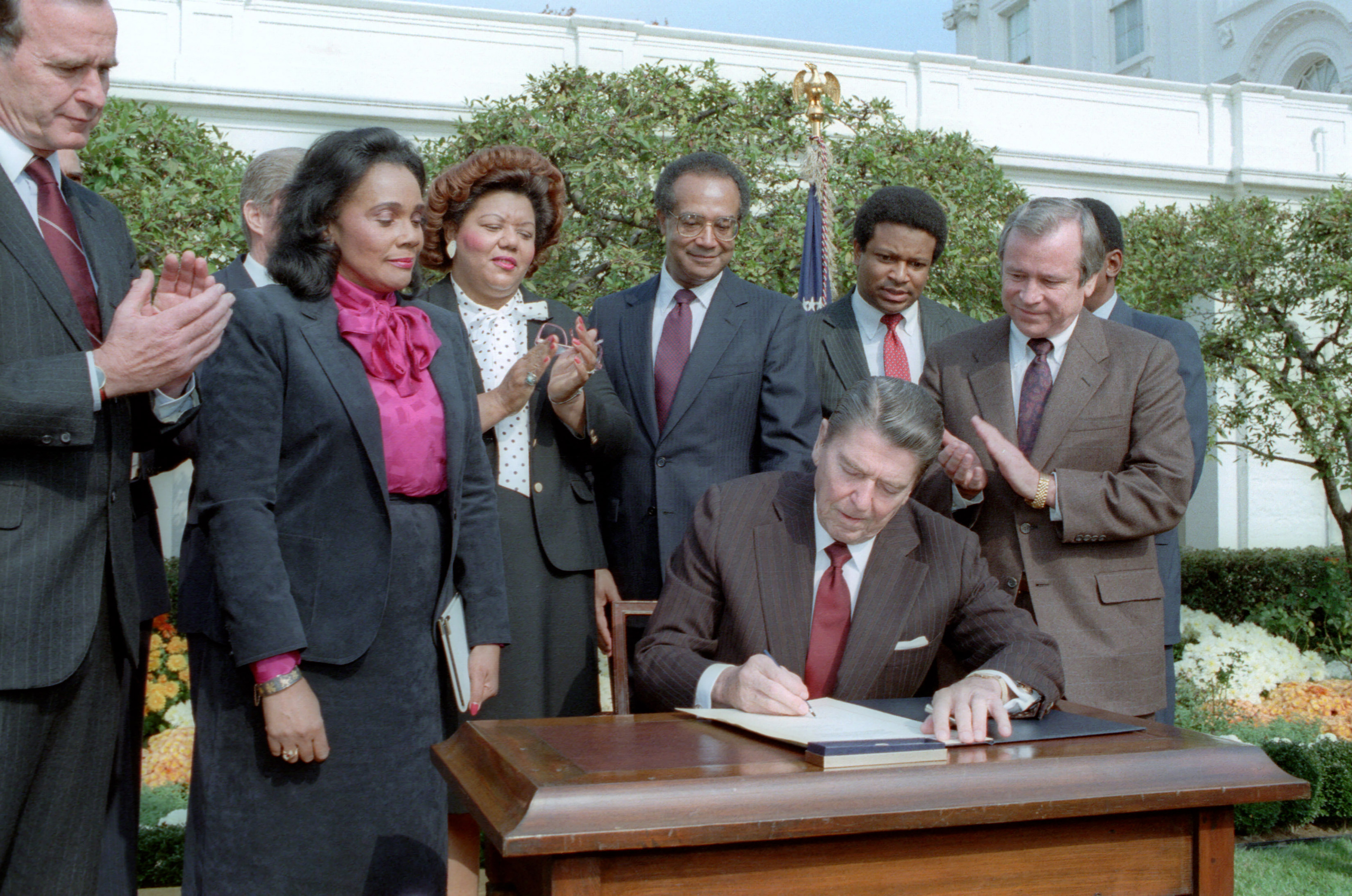
Ronald Reagan và Coretta Scott King tại lễ ký đạo luật thiết lập ngày lễ Martin Luther King Jr.

Ý tưởng về một ngày lễ Martin Luther King Jr. đã được một số công đoàn đề xướng trong các cuộc thương lượng hợp đồng. Sau cái chết của King, Dân biểu Hoa Kỳ John Conyers (đảng viên Dân chủ từ Michigan) và Thượng nghị sĩ Edward Brooke (đảng viên Cộng hòa từ Massachusetts) đã đề xuất một đạo luật trong Quốc hội để thành lập một ngày lễ tôn vinh ngày sinh nhật của King. Dự luật được biểu quyết tại Hạ viện vào năm 1979, nhưng còn thiếu 5 phiếu để thông qua. Những người phản đối dự luật đưa ra hai lập luận chính là việc thêm một ngày nghỉ có trả lương cho nhân viên chính phủ liên bang sẽ gây tốn kém và một ngày lễ nhằm tôn vinh một cá nhân không phải là công chức là trái với thông lệ lâu năm (King chưa bao giờ giữ chức vụ nào). Chỉ có hai nhân vật khác có những ngày lễ cấp quốc gia tôn vinh họ là George Washington và Christopher Columbus. Ít lâu sau, Trung tâm King đã vận động sự ủng hộ từ các doanh nghiệp và từ công chúng. Năm 1980, nhạc sĩ Stevie Wonder phát hành đĩa đơn "Happy Birthday" để truyền bá ý tưởng này và tổ chức cuộc họp báo Tập hợp vì Hòa bình. Các nhà vận động đã thu được sáu triệu chữ ký kêu gọi quốc hội thông qua dự luật, được tờ The Nation miêu tả là "thỉnh nguyện thư lớn nhất trong lịch sử Hoa Kỳ ủng hộ một vấn đề".
Hai Thượng nghị sĩ Jesse Helms và John Porter East (đều là đảng viên Cộng hòa từ North Carolina) đã dẫn đầu phe chống đối ngày lễ và đặt câu hỏi liệu King có đủ quan trọng để nhận vinh dự này. Helms chỉ trích King vì đã phản đối chiến tranh Việt Nam và cáo buộc rằng ông đã theo "chủ nghĩa Marx theo hành động". Helms dẫn đầu một cuộc filibuster chống lại dự luật vào ngày 3 tháng 10 năm 1983, trình lên Thượng viện một tài liệu dài 300 trang cáo buộc rằng King đã có quan hệ với cộng sản. Thượng nghị sĩ Dân chủ từ New York Daniel Patrick Moynihan tuyên bố rằng tài liệu này là "một mớ rác rưởi", ném nó xuống nền nghị viện và giẫm lên nó.

### Thông qua cấp liên bang
Tổng thống Ronald Reagan ban đầu đã phản đối ngày lễ với các lý do về sự tốn kém. Khi được hỏi về cáo buộc của Helms rằng King là một người cộng sản, tổng thống trả lời "Chúng ta sẽ biết trong 35 năm, đúng không?", ý nhắc đến những băng quay giám sát của FBI đang được niêm phong nhưng sẽ được công bố sau này. Ngày 2 tháng 11 năm 1983, Reagan đã ký thông qua dự luật do Dân biểu Katie Hall từ Indiana đề xuất, để tạo ra ngày lễ vinh danh King. Tỷ lệ biểu quyết cuối cùng tại Hạ viện vào ngày 2 tháng 8 năm 1983 là 338–90 (242–4 cho các thành viên Đảng Dân chủ và 89–77 đối với các thành viên Đảng Cộng hòa) với 5 thành viên bỏ phiếu "có mặt" hay không bỏ phiếu, trong khi tại Thượng viện thì tỷ lệ trong cuộc biểu quyết cuối cùng vào ngày 19 tháng 10 năm 1983 là 78–22 (41–4 cho các đảng viên Dân chủ và 37–18 cho các đảng viên Cộng hòa), cả hai đều là tỷ lệ không thể phủ quyết được. Ngày lễ được cử hành lần đầu vào ngày 20 tháng 1 năm 1986.
Dự luật cũng đã thành lập Ủy ban Lễ Liên bang  Martin Luther King Jr. để giám sát việc cử hành ngày lễ, và vợ của King là Coretta Scott King được Tổng thống George H. W. Bush bổ nhiệm làm một ủy viên vào tháng 5 năm 1989.

### Thông qua cấp tiểu bang
Dù một ngày lễ lên bang tôn vinh King đã được thông qua luật năm 1983 và có hiệu lực 3 năm sau, mãi đến năm 1991 thì tất cả các tiểu bang mới cử hành ngày lễ này sau khi cơ quan lập pháp New Hampshire tạo ngày "Lễ Dân quyền" và hủy bỏ ngày "Lễ Ăn chay" mỗi tháng 4. Năm 1999, New Hampshire trở thành tiểu bang cuối cùng đặt tên ngày lễ theo King và cử hành lần đầu tiên vào tháng 1 năm 2000 – do đó đây là lần đầu tiên ngày lễ được cử hành toàn quốc dưới tên đó.
Năm 1986, Thống đốc Arizona Bruce Babbitt, một đảng viên Dân chủ, tạo ra một ngày lễ trả lương cấp tiểu bang qua một sắc lệnh hành pháp trước khi mãn nhiệm, nhưng vào năm 1987 người kế nhiệm ông là Evan Mecham, đảng viên Cộng hòa, đã hủy bỏ sắc lệnh của Babbitt chỉ vài ngày sau khi nhậm chức và trích dẫn một ý kiến của tổng chưởng lý rằng sắc lệnh của Babbitt là bất hợp pháp. Sau đó, Mecham tuyên bố ngày Chủ nhật thứ ba trong tháng 1 là "Ngày Martin Luther Kin Jr./Dân quyền" ở Arizona, nhưng không phải là một ngày lễ trả lương. Năm 1990, cử tri Arizona bỏ phiếu biểu quyết tạo ngày lễ trả lương cho nhân viên tiểu bang.  Cùng năm, Hiệp hội Bóng bầu dục Quốc gia dọa sẽ dời địa điểm tổ chức Super Bowl XXVII, vốn dự kiến sẽ diễn ra tại Arizona năm 1993, nếu ngày lễ MLK không được thông qua. Trong cuộc bầu cử tháng 11 năm đó, cử tri có hai lựa chọn cho ngày lễ này: Dự luật 301 nhằm thay thế Ngày Columbus trong danh sách ngày lễ trả lương của tiểu bang, hoặc Dự luật 302 gộp lại hai ngày sinh nhật của Lincoln và Washington thành một ngày lễ để có chỗ cho ngày lễ MLK. Cả hai đều thất bại, với 49% cử tri bỏ phiếu ủng hộ Dự luật 302, lựa chọn nhận nhiều ủng hộ hơn; một số người bỏ phiếu chống Dự luật 302 đã bỏ phiếu thuận Dự luật 301. Do đó, Arizona mất cơ hội đăng cai Super Bowl XXVII, được tổ chức tại Sân vận động Rose Bowl ở Pasadena, California. Trong một cuộc trưng cầu dân ý năm 1992, cử tri lần này chỉ có một lựa chọn cho ngày lễ vinh danh King có trả lương, đã thông qua ngày lễ.
Ngày 2 tháng 5 năm 2000, Thống đốc South Carolina Jim Hodges ký một đạo luật để thành lập ngày lễ sinh nhật King trong tiểu bang. South Carolina là tiểu bang cuối cùng công nhận ngày lễ này và trả lương cho nhân viên của tiểu bang. Trước đó, nhân viên có quyền chọn nghỉ trong lễ này hay một trong ba ngày lễ tôn vinh Liên minh miền Nam.

## Các tên gọi thay thế
Dù hiện nay mọi tiểu bang đều cử hành ngày lễ này, một số không đặt tên ngày lễ theo Mục sư King. Ví dụ, tại New Hampshire, ngày lễ có tên là "Ngày Dân quyền" cho đến năm 1999, khi cơ quan lập pháp tiểu bang chính thức đổi tên ngày lễ thành Ngày Martin Luther King.
Một số tiểu bang khác đã gộp ngày lễ sinh nhật King với ngày lễ khác:
- Tại Alabama: "Sinh nhật Robert E. Lee/Martin Luther King".[27]
- Tại Arizona: "Ngày Martin Luther King Jr./Dân quyền".[28]
- Tại Arkansas: ngày lễ được gọi là "Sinh nhật Tiến sĩ. Martin Luther King, Jr. và Sinh nhật Robert E. Lee" từ 1985 đến 2017.[27] Một đạo luật vào tháng 3 năm 2017 đã đổi tên ngày lễ thành "Sinh nhật Tiến sĩ Martin Luther King, Jr." và đổi ngày tưởng niệm Lee đến tháng 10.
- Tại Idaho: "Ngày Martin Luther King Jr.–Nhân quyền Idaho".[29]
- Tại Mississippi: "Sinh nhật Martin Luther King và Robert E. Lee'".[27][30]
- Tại New Hampshire: "Ngày Dân quyền Martin Luther King Jr.".[31]
- Tại Virginia: ngày lễ được gọi là Ngày Lee–Jackson–King, gộp lại ngày sinh nhật của King với ngày lễ có trước đó là Ngày Lee–Jackson, vốn vinh danh hai tướng Liên minh miền Nam thời nội chiến là Robert E. Lee và Stonewall Jackson.[27][32] Đến năm 2000, Ngày Lee–Jackson được chuyển đến ngày thứ Sáu trước Ngày Martin Luther King Jr., và Ngày Martin Luther King Jr. trở thành một ngày lễ riêng biệt.[33]  Đến năm 2020 thì Ngày Lee-Jackson đã bị hủy bỏ.[34]
- Tại Wyoming: ngày lễ có tên là "Ngày Martin Luther King Jr./Bình đẳng Wyoming". Liz Byrd, phụ nữ da đen đầu tiên tại cơ quan lập pháp của Wyoming, đã đưa ra một dự luật năm 1991 nhằm công nhận ngày MLK như một ngày lễ được trả lương; tuy nhiên, bà phải thỏa hiệp với tên này vì nếu không dự luật không thông qua được.[35]

## Cử hành

### Được nghỉ việc

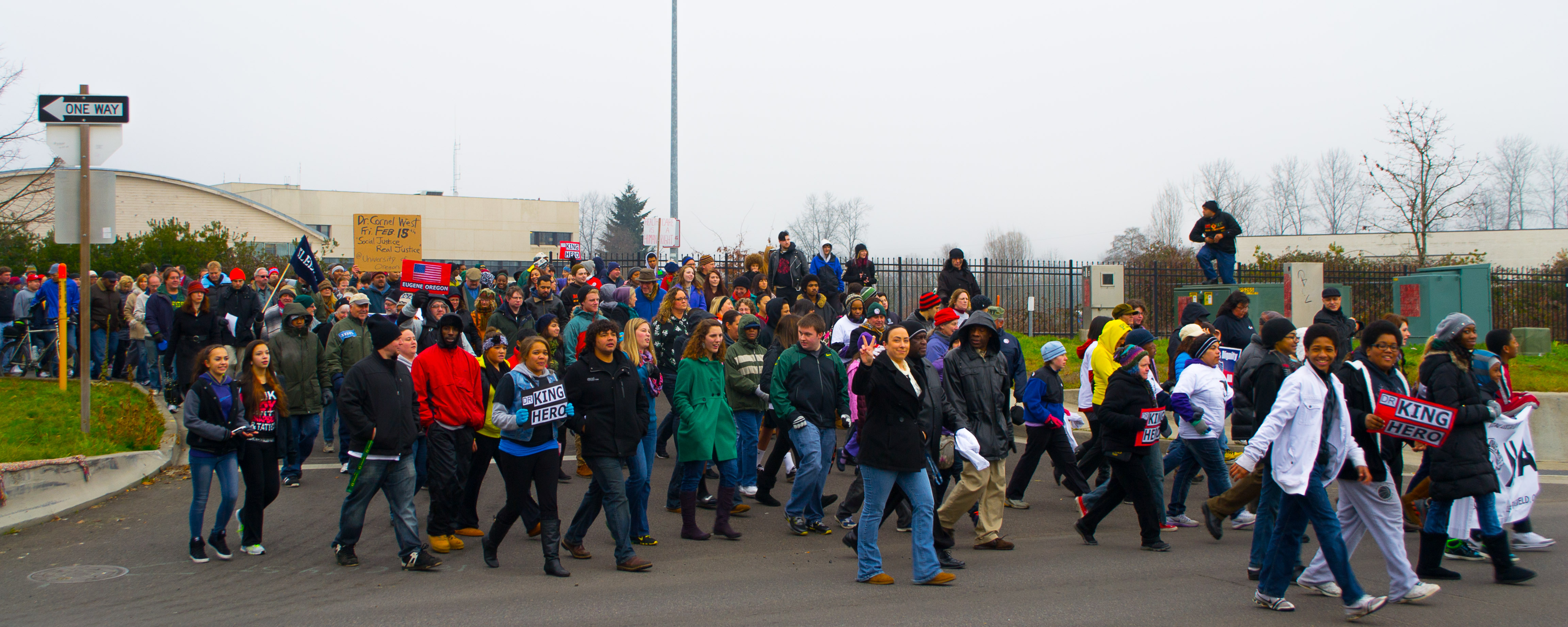
Một cuộc tuần hành Ngày Martin Luther King ở Oregon

Đến năm 2007, 33% nhà tuyển dụng cho nhân viên nghỉ việc vào ngày lễ này, chỉ tăng lên 2% so với năm trước. Giữa các doanh nghiệp nhỏ và doanh nghiệp lớn không có khác biệt lớn: 33% cho các doanh nghiệp với hơn 1000 nhân viên và 32% cho doanh nghiệp nhỏ hơn. Ngày lễ này thịnh hành nhất tại các tổ chức bất vụ lợi và ít thịnh hành nhất tại các công xưởng hay xí nghiệp. Có nhiều lý do cho việc này, trong đó có thể là do ngày lễ này mới được thêm vào, hay vì nó diễn ra chỉ hai tuần sau tuần lễ giữa Giáng Sinh và Tết Dương lịch, khi nhiều doanh nghiệp đã đóng cửa. Thêm vào đó, nhiều trường học cũng cho nghỉ học; một số khác vẫn hoạt động nhưng tổ chức các buổi lễ tưởng niệm King. Một số đại học đã kéo dài kỳ nghỉ Giáng Sinh để bao gồm ngày lễ này. Một số nhà tuyển dụng cho phép nhân viên chọn ngày lễ này như một ngày lễ tùy chọn.

### Ngày Phục vụ King

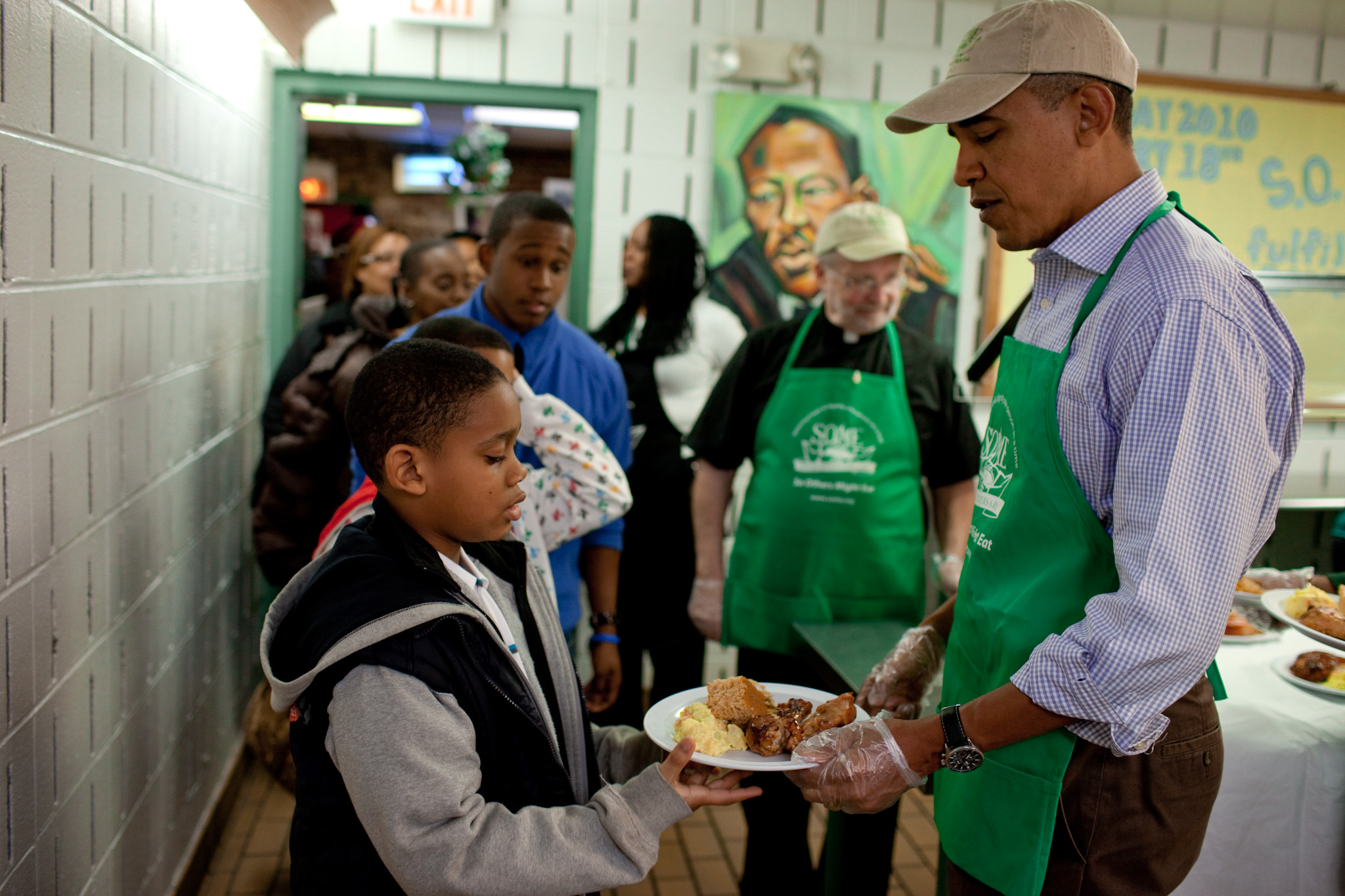
Tổng thống Barack Obama phục vụ bữa ăn trưa tại một nhà bếp từ thiện nhân dịp Ngày MLK Jr., 2010

Ngày Phục vụ Martin Luther King toàn quốc được cựu Thượng nghị sĩ từ Pennsylvania Harris Wofford và Dân biểu từ Atlanta John Lewis khởi xướng; hai người là đồng tác giả của Đạo luật Ngày lễ và Phục vụ King. Đạo luật này kêu gọi người Mỹ biến ngày lễ này thành một ngày phục vụ tình nguyện nhằm vinh danh King. Luật này được Tổng thống Bill Clinton ký vào ngày 23 tháng 8 năm 1994. Kể từ năm 1996 , cựu điều hành văn phòng tiểu bang của Wofford, Todd Bernstein, là người điều hành Ngày Phục vụ King khu vực Đại Philadelphia; đây là sự kiện lớn nhất toàn quốc nhằm vinh danh King.
Kể từ năm 1994, ngày phục vụ được cơ quan liên bang Corporation for National and Community Service phối hợp; cơ quan đã cung cấp quỹ cho những tổ chức muốn phối hợp các hoạt động phục vụ nhân ngày MLK.
Chỉ có một ngày lễ phục vụ toàn quốc khác được chính thức chỉ định tại Hoa Kỳ là Ngày Phục vụ Toàn quốc 11 tháng 9.

## Ngoài Hoa Kỳ

### Canada
Chính quyền thành phố Toronto chính thức công nhận Ngày Martin Luther King Jr., dù đây không phải là ngày lễ được nghỉ: tất cả các dịch vụ chính quyền vẫn hoạt động. Chính quyền thành phố Ottawa cũng bắt đầu chính thức công nhận ngày lễ này vào ngày 26 tháng 1 năm 2005.

### Hà Lan
Mỗi năm kể từ 1987, tiệc tri ân Tiến sĩ Martin Luther King được tổ chức tại Wassenaar, Hà Lan. Tiệc tri ân có sự tham gia của một số người trẻ tuổi và những người từng tham gia vào Phong trào Dân quyền.  Khi buổi tiệc kết thúc thì mọi người nắm tay nhau và cùng hát bài "We Shall Overcome". Bữa tiệc được tổ chức vào ngày Chủ nhật cuối cùng trong tháng 1.

### Israel
Vào năm 1984, trong một cuộc viếng thăm của Hạm đội thứ 6 của Hoa Kỳ, Giáo sĩ Do thái thuộc Hải quân Arnold Resnicoff điều hành lễ tưởng niệm đầu tiên tại Tòa nhà Tổng thống, Jerusalem. Aura Herzog, phu nhân của Tổng thống Israel lúc đó là Chaim Herzog, ghi nhận rằng bà rất hân hạnh đã tổ chức buổi lễ này, vì Israel đã có một rừng quốc gia vinh danh King, và Israel và King đều có một ý tưởng "giấc mơ".

### Nhật Bản
Thành phố Hiroshima từng chính thức công nhận ngày lễ này. Thị trưởng Akiba Tadatoshi đã tổ chức một bữa tiệc tại văn phòng thị trưởng nhằm thống nhất lời kêu gọi hòa bình của thành phố cùng với thông điệp của King về nhân quyền.

## Ngày lễ
1986–2103
| Ngày       | Năm  | Năm  | Năm  | Năm  | Năm  | Năm  | Năm  | Năm  | Năm  | Năm  | Năm  | Năm  | Năm  | Năm  | Năm  | Năm  | Năm  | Năm  | Năm  | Năm  | Năm  |
| ---------- | ---- | ---- | ---- | ---- | ---- | ---- | ---- | ---- | ---- | ---- | ---- | ---- | ---- | ---- | ---- | ---- | ---- | ---- | ---- | ---- | ---- |
| 21 tháng 1 |      | 1991 |      | 2002 | 2008 | 2013 | 2019 |      | 2030 | 2036 | 2041 | 2047 |      | 2058 | 2064 | 2069 | 2075 |      | 2086 | 2092 | 2097 |
| 20 tháng 1 | 1986 | 1992 | 1997 | 2003 |      | 2014 | 2020 | 2025 | 2031 |      | 2042 | 2048 | 2053 | 2059 |      | 2070 | 2076 | 2081 | 2087 |      | 2098 |
| 19 tháng 1 | 1987 |      | 1998 | 2004 | 2009 | 2015 |      | 2026 | 2032 | 2037 | 2043 |      | 2054 | 2060 | 2065 | 2071 |      | 2082 | 2088 | 2093 | 2099 |
| 18 tháng 1 | 1988 | 1993 | 1999 |      | 2010 | 2016 | 2021 | 2027 |      | 2038 | 2044 | 2049 | 2055 |      | 2066 | 2072 | 2077 | 2083 |      | 2094 | 2100 |
| 17 tháng 1 |      | 1994 | 2000 | 2005 | 2011 |      | 2022 | 2028 | 2033 | 2039 |      | 2050 | 2056 | 2061 | 2067 |      | 2078 | 2084 | 2089 | 2095 | 2101 |
| 16 tháng 1 | 1989 | 1995 |      | 2006 | 2012 | 2017 | 2023 |      | 2034 | 2040 | 2045 | 2051 |      | 2062 | 2068 | 2073 | 2079 |      | 2090 | 2096 | 2102 |
| 15 tháng 1 | 1990 | 1996 | 2001 | 2007 |      | 2018 | 2024 | 2029 | 2035 |      | 2046 | 2052 | 2057 | 2063 |      | 2074 | 2080 | 2085 | 2091 |      | 2103 |